# Never Cry Wolf
Never Cry Wolf (bra: Os Lobos Nunca Choram; prt: Os Lobos Não Choram) é um filme norte-americano de 1983, do gênero aventura, dirigido por Carroll Ballard e estrelado por Charles Martin Smith e Brian Dennehy.

## Sinopse
O biólogo Tyler vai até o Ártico para provar que o massacre das renas não é obra de lobos. Meio desastrado, não consegue adaptar-se ao frio que o circunda. Oolek, um esquimó, vem em seu socorro e o deixa em um confortável iglu, onde, com o tempo, Tyler aprende a se defender. Ao mesmo tempo, passa a observar uma família de lobos, com quem interage em vários episódios cômicos. Oolek e o amigo Mike aparecem para uma visita e de suas observações sobre a Natureza e a Vida, somadas à perseverança e experiência adquiridas, desenha-se para Tyler o verdadeiro culpado pela dizimação das renas -- culpado este, aliás, que não tem quatro pernas...

## Principais premiações
| Patrocinador                                  | Prêmio | Categoria             | Situação |
| --------------------------------------------- | ------ | --------------------- | -------- |
| Academia de Artes e Ciências Cinematográficas | Oscar  | Melhor Mixagem de Som | Indicado |

## Elenco
| Ator/Atriz           | Personagem |
| -------------------- | ---------- |
| Charles Martin Smith | Tyler      |
| Brian Dennehy        | Rosie      |
| Zachary Ittimangnaq  | Oolek      |
| Samson Jorah         | Mike       |
| Hugh Webster         | Bêbado     |
| Martha Ittimangnaq   | Mulher     |
| Tom Dahlgren         | Caçador 1  |
| Walker Stuart        | Caçador 2  |